# Stylogyne cauliflora
Stylogyne cauliflora là một loài thực vật có hoa trong họ Anh thảo. Loài này được (Mart. & Miq.) Mez miêu tả khoa học đầu tiên năm 1902.